# Johnny Stage
Johnny Stage (født 1971) er en dansk guitarist, bassist og producer. Stage har spillet sammen med Martin Hall, Sort Sol og Glamorama.
Stages første soloalbum, Unknown Album, udkom i 2010.